# Плешко, Семён Иванович
Семён Иванович Плешко (1903—1957) — советский учёный (агроном и зоотехник), академик АН Таджикской ССР.

## Биография
Родился 16 (29) августа 1903 года на Украине в селе Бакша Балтского уезда Подольской губернии (ныне Савранский район Одесской области) в бедной крестьянской семье.
Окончил Полтавский сельскохозяйственный институт (1927). Работал в научно-исследовательских учреждениях Центральной Чернозёмной области (1931—1934), Карелии (1935—1936), Молдавской АССР (1936—1939) и Северо-Кавказского края. В 1939 г. защитил кандидатскую диссертацию.
С 1940 г. в Таджикской ССР. Директор (1944—1946), зав. сектором приготовления кормов (1946—1953) Института животноводства Таджикского филиала АН СССР (с 1951 АН Тадж. ССР). С 1953 академик-секретарь Отделения естественных наук АН Тадж. ССР.
Доктор сельскохозяйственных наук (1949). Академик АН Таджикской ССР (1951, специальность — кормодобывание).
Основные научные работы посвящены изучению кормовых ресурсов Таджикистана, испытанию и внедрению новых кормовых культур.
Сочинения:
- Состав и питательность зернофуражных кормов Таджикистана, Сталинабад, 1949;
- Корма Таджикистана, Сталинабад, 1957 (Труды Ин-та животноводства АН Таджикской ССР, т. 34);
- Кормовые культуры Таджикистана, Сталинабад, 1953.

Награждён двумя орденами «Знак Почёта», медалями, Почётными грамотами Президиума Верховного Совета Тадж. ССР.
Умер в Душанбе 12 мая 1957 года после продолжительной и тяжелой болезни.